# اورکزی، پاکستان
اورکزی (به انگلیسی: Orakzai Agency) یک منطقهٔ مسکونی در پاکستان است که در اسلام‌آباد واقع شده‌است. اورکزی ۱٬۵۳۸ کیلومتر مربع مساحت و ۲۵۴٬۳۵۶ نفر جمعیت دارد.